# العلاقات الصومالية الطاجيكستانية
العلاقات الصومالية الطاجيكستانية هي العلاقات الثنائية التي تجمع بين الصومال وطاجيكستان.

## مقارنة بين البلدين
هذه مقارنة عامة ومرجعية للدولتين:
| وجه المقارنة                                              | الصومال                        | طاجيكستان                          |
| --------------------------------------------------------- | ------------------------------ | ---------------------------------- |
| المساحة (كم2)                                             | 637.66 ألف                     | 143.10 ألف                         |
| عدد السكان (نسمة)                                         | 14.74 مليون                    | 8.92 مليون                         |
| الكثافة السكانية (ن./كم²)                                 | 23.12                          | 62.33                              |
| العاصمة                                                   | مقديشو                         | دوشنبه                             |
| اللغة الرسمية                                             | اللغة الصومالية، اللغة العربية | اللغة الطاجيكية                    |
| العملة                                                    | شلن صومالي                     | ساماني طاجيكي، الروبل الطاجيكستاني |
| الناتج المحلي الإجمالي (بليون دولار)                      | 7.37 مليار                     | 7.15 مليار                         |
| الناتج المحلي الإجمالي (تعادل القوة الشرائية) بليون دولار |                                | 24.03 مليار                        |
| الناتج المحلي الإجمالي الاسمي للفرد دولار أمريكي          | 549                            | 925                                |
| الناتج المحلي الإجمالي للفرد دولار أمريكي                 |                                | 2.69 ألف                           |
| مؤشر التنمية البشرية                                      |                                | 0.624                              |
| رمز المكالمات الدولي                                      | +252                           | +992                               |
| رمز الإنترنت                                              | .so                            | .tj                                |
| المنطقة الزمنية                                           | ت ع م+03:00                    | ت ع م+05:00                        |

## منظمات دولية مشتركة
يشترك البلدان في عضوية مجموعة من المنظمات الدولية، منها:
| علم المنظمة | اسم المنظمة                   | تاريخ انضمام الصومال | تاريخ انضمام طاجيكستان |
| ----------- | ----------------------------- | -------------------- | ---------------------- |
|             | مؤسسة التنمية الدولية         | 31 أغسطس 1962        | 4 يونيو 1993           |
|             | مؤسسة التمويل الدولية         | 31 أغسطس 1962        | 2 ديسمبر 1994          |
|             | منظمة حظر الأسلحة الكيميائية  | ?                    | ?                      |
|             | الأمم المتحدة                 | 20 سبتمبر 1960       | 2 مارس 1992            |
|             | الاتحاد الدولي للاتصالات      | 28 سبتمبر 1962       | 28 أبريل 1994          |
|             | منظمة التعاون الإسلامي        | ?                    | ?                      |
|             | منظمة الشرطة الجنائية الدولية | ?                    | ?                      |
|             | الاتحاد البريدي العالمي       | ?                    | ?                      |
|             | البنك الدولي للإنشاء والتعمير | 31 أغسطس 1962        | 4 يونيو 1993           |
|             | يونسكو                        | 15 نوفمبر 1960       | 6 أبريل 1993           |
|             | الفريق المعني برصد الأرض      | ?                    | ?                      |

## وصلات خارجية
- موقع وزارة الخارجية الصومالية